# Доротей Христидис
Вижте пояснителната страница за други личности с името Доротей.
Доротей (на гръцки: Δωρόθεος, Доротеос) е православен духовник, митрополит на Вселенската патриаршия.

## Биография
Роден е със светската фамилия Христидис (Χρηστίδης) в 1841 година в Цариград, но по произход е от епирското градче Пърмет. В 1866 година завършва Халкинската семинария. От 1866 до 1870 година служи като архидякон в Смирненската митрополия при митрополит Хрисант, а от 1870 до 1875 година в Лариската при митрополит Йоаким.
На 5 юни 1875 година е ръкоположен за презвитер от бившия лариски митрополит Доротей. На 7 юни 1875 година е ръкоположен за митрополит на Корчанската епархия. Ръкополагането е извършено от митрополит Доротей бивш Лариски в съслужение с митрополитите Партений Ганоски и Хорски, Герман Коски и епископ Даниил Лернийски. На 26 август 1885 година е избран за иконийски митрополит. На 22 юли 1887 година за белградски митрополит в Албания. На 5 февруари 1900 г. е избран за визенски митрополит срещу епископите Йоаким Милитуполски и Софроний Ардамерски. На 29 януари 1904 година е избран за созоагатополски митрополит в България с 9 гласа срещу митрополитите Никифор Литицки (1 глас) и Йоаникий Мъгленски (1 глас). На 11 юли 1917 година е избран за колонийски митрополит. Той не отива в епархията си и на 17 януари 1919 година подава оставка.
Умира в Пера, Цариград, на 24 октомври 1924 година.